# 바너드 칼리지
바너드 칼리지(영어: Barnard College)는 미국 뉴욕주 뉴욕 맨해튼에 있는 사립 여자 리버럴 아츠 칼리지이다. 1889년 미국의 여성운동가 애니 네이선 메이어가 컬럼비아 대학교의 제10대 총장인 프레더릭 바너드의 이름을 따 세웠으며, 전 세계에서 가장 오래된 여자대학 가운데 하나이기도 하다.
바너드 칼리지는 남학생만 입학시키던 컬럼비아 대학교의 정책에 반발하며 세워졌다. 1900년 이후로 컬럼비아 대학교와 제휴하고 있으나 재정적으로는 나누어져 있다. 바너드 칼리지는 50여개의 분야에서 문학사 학위를 수여하고 있으며, 학생들은 마찬가지로 뉴욕에 있는 컬럼비아 대학교와 줄리아드 스쿨, 미국 유대 신학교에서도 공부할 수 있다.
바너드 칼리지의 학생들은 일부 수업과 동아리, 프래터니티와 소로리티, 운동부, 대학 건물 등을 컬럼비아 대학교와 공유한다. 바너드 칼리지의 졸업생들은 바너드 칼리지의 총장과 컬럼비아 대학교의 총장이 서명한 학위기를 받는다. 1.6 헥타르의 캠퍼스는 어퍼맨해튼 부근의 모닝사이드하이츠 브로드웨이 116번가와 120번가 사이에 있으며 컬럼비아 대학교의 주 캠퍼스의 건너편에 있다. 바너드 칼리지는 미국 북동부에 위치한 7개의 초창기 여자대학인 세븐 시스터스로 손꼽힌다.

## 역사
컬럼비아 대학교의 컬럼비아 칼리지는 설립 이후 229년동안 남학생들만 받아들였고, 바너드 칼리지는 컬럼비아 대학교가 여학생들을 받아들이지 않는 것에 반발하며 1889년에 세워졌다.
바너드 칼리지의 이름은 1864년부터 1889년까지 컬럼비아 대학교의 총장을 지낸 미국의 청각 장애인 수학자이자 교육자 프레더릭 바너드의 이름에서 따왔다. 프레더릭 바너드는 남성과 여성이 동등한 교육 기회를 가져야 한다고 지지했고, 1879년에 컬럼비아 대학교도 여학생을 받아들여야 한다고 제안했지만 이사회는 받아들이지 않았고 대신 1883년에 여성 교육을 위한 구체적인 교수요목을 만들기로 합의했다. 여학생들은 컬럼비아 대학교의 수업을 들을 수는 없었으나 교수요목에 근거해 시험을 통과한 학생들은 학위를 받을 수 있었고, 1887년에 최초로 여학생이 학사 학위를 받고 졸업했다. 1889년 이 제도의 전 학생이었던 애니 네이선 메이어와 뉴욕의 여성 인사들이 이사회에 컬럼비아 대학교와 연결된 여자대학을 만들 것을 건의했다.
1889년 설립 당시 바너드 칼리지의 원래 캠퍼스는 임대 건물로 14명의 학생과 입학 기준에 미치지 못했던 22명의 특별 학생들이 있었다. 1892년 컬럼비아 대학교가 곧 캠퍼스를 모닝사이드하이츠로 옮긴다고 밝혔을 때 바너드 칼리지도 브로드웨이에 캠퍼스를 새로 지었다. 20세기 중반에 바너드 칼리지는 최고 수준의 여성 교육의 목표를 이루어 1920년과 1974년 사이에는 크기가 더 큰 헌터 칼리지와 캘리포니아 대학교 버클리 다음으로 박사 학위를 받은 여성 학사들을 배출한 학교가 됐다.

## 학문
바너드 칼리지는 50여개의 분야에서 문학사 학위를 수여한다. 또한 이학사 학위 공동과정과 컬럼비아 대학교, 줄리아드 스쿨, 미국 유대 신학교와 연관된 학위 과정을 제공한다. 가장 인기있는 전공은 영어와 심리학, 정치학, 경제학, 역사학, 생물학이다.
바너드 칼리지의 자유과 과정은 '지식의 아홉 갈래의 길'이라고 불린다. 학생들은 1년동안 연구실에서 과학을 연구해야 하고, 4학기동안 외국어 하나를 공부해야 하며, 여러 분야에서 교양 과목들을 이수해야 한다. '지식의 아홉 갈래의 길' 과정 이외에도 학생들은 신입생 세미나와 신입생 영어 강좌, 체육 수업을 들어야 한다.
《U.S. 뉴스 & 월드 리포트》는 바너드 칼리지의 입학 절차를 '매우 선별적'이라고 평가했다. 2017년 바너드 칼리지는 세븐 시스터스에서 여자대학으로 남은 대학들 사이에서 가장 낮은 합격률을 기록했다. 2021년 졸업예정으로 입학하는 신입생(Class of 2021)의 경우 7,716명의 지원자들 가운데 14.8%가 합격해 바너드 칼리지의 역사상 제일 낮은 합격률을 보였다.

### 순위
바너드 칼리지는 컬럼비아 대학교의 제휴 대학이지만 언론에서는 리버럴 아츠 칼리지로 간주하고 순위를 따로 매기고 있다. 2018년 《U.S. 뉴스 & 월드 리포트》의 미국 리버럴 아츠 칼리지 순위에서 공동 26위를 기록했고, 《포브스》의 미국 대학 순위에서 67위를 기록했다.

## 학문적 제휴

### 컬럼비아 대학교와의 관계
1976년 바너드 칼리지의 학보는 컬럼비아 대학교와의 관계가 복잡하고 모호하다고 묘사했다. 2012년 바너드 칼리지의 총장 데보라 스페어는 컬럼비아 대학교와의 관계가 확실히 복합하고 독특하며 외부에 설명하려면 몇 마디가 필요할 것이라고 말했다.
학교 외부에서는 바너드 칼리지를 컬럼비아 대학교 소속 대학으로 보기도 한다. 2013년 《뉴욕 타임스》는 바너드 칼리지를 컬럼비아 대학교의 여자대학이라고 했다. 바너드 칼리지의 정문은 컬럼비아 대학교 바너드 칼리지(Barnard College of Columbia University)라고 되어 있다. 바너드 칼리지는 스스로를 '독립 교육기관이자 컬럼비아 대학교의 정식 대학'이라고 표현한다.
컬럼비아 대학교는 바너드 칼리지를 제휴 대학으로 보며 협력 관계에 있다고 말한다. 바너드 칼리지의 졸업생들은 바너드 칼리지의 총장과 컬럼비아 대학교의 총장의 서명이 담긴 컬럼비아 대학교의 학위기를 받는다.

#### 컬럼비아 대학교의 혼성교육 이전
컬럼비아 대학교의 제11대 총장 세스 로는 바너드 칼리지의 학생들이 컬럼비아 대학교의 수업을 들을 수 있도록 하기 위해 힘썼다. 1900년까지 바너드 칼리지의 학생들은 컬럼비아 대학교에서 철학 및 정치학 수업과 일부 과학 수업들을 들을 수 있었다. 1900년에 바너드 칼리지는 컬럼비아 대학교와 제휴를 공식화하고 학생들이 컬럼비아 대학교의 시설을 사용하고 수업을 들을 수 있도록 했다. 1955년부터는 컬럼비아 대학교와 바너드 칼리지의 학생들이 교원의 허락을 받고 서로의 대학에서 수업을 들을 수 있었으며, 1973년부터는 허락을 받지 않아도 들을 수 있었다.
1940년대에는 컬럼비아 칼리지를 제외한 컬럼비아 대학교의 다른 대학 및 대학원에서 여학생들을 입학시켰다. 1970년 컬럼비아 대학교의 총장 윌리엄 J. 맥길은 컬럼비아 대학교와 바너드 칼리지가 5년 안으로 합쳐질 것이라고 예측했다. 1973년에 컬럼비아 대학교와 바너드 칼리지는 3년동안 유효한 합의서에 서명하고 교류를 증진시키기로 했다. 1970년대 중반까지 컬럼비아 대학교에 있는 대부분의 기숙사는 남녀공용이었다. 이 시기에 재정적으로 어려움을 겪고 있던 컬럼비아 대학교는 합병을 원했고 스스로 시대착오적 발상이라고 불렀던 단성 교육을 끝내고 싶어했으나 바너드 칼리지는 컬럼비아 대학교가 지고 있는 많은 빚 때문에 합병을 꺼렸고 1975년 컬럼비아 대학교의 총장 피터 파운시가 제안한 바너드 칼리지와 컬럼비아 대학교의 세 학부를 통합하는 제안을 거절했다.
바너드 칼리지가 컬럼비아 대학교의 합병안을 거절하고 1년동안 연장한 1973년의 3년 합의서가 만료된 뒤 1977년에 두 학교는 미래의 관계를 논의하기 시작했다. 1979년에 이르러 두 학교의 관계는 악화돼 바너드 칼리지의 관계자들은 회의에 참석하지 않았다. 1980년 입학생 숫자가 감소할 것이라고 예측한 컬럼비아 대학교 위원회는 컬럼비아 칼리지에서 바너드 칼리지의 협력과 관계없이 여학생을 받아들일 것을 제안했다. 1981년 컬럼비아 대학교 위원회는 여학생들 없이는 다른 아이비 리그의 대학들과 경쟁할 수 없고, 여학생을 받아들이는 것이 바너드 칼리지의 지원자를 줄이는 것이 아니라고 판단했다.
하버드 대학교와 래드클리프 칼리지의 합병과 유사한 컬럼비아 대학교와 바너드 칼리지의 합병 교섭은 실패로 끝났다. 대신 두 학교는 1982년 1월 컬럼비아 칼리지가 1983년부터 여학생을 받아들일 것이고 바너드 칼리지는 교수들의 재직권에 관한 권한을 강화할 것이라고 밝혔다. 그 해에 컬럼비아 대학교의 지원자 수는 56% 늘었고, 바너드 칼리지의 학생 9명이 컬럼비아 대학교로 편입했으며, 컬럼비아 대학교와 바너드 칼리지에 동시에 입학한 학생 가운데 78명은 컬럼비아 대학교를 선택했고 8명은 바너드 칼리지를 선택했다.

## 갤러리

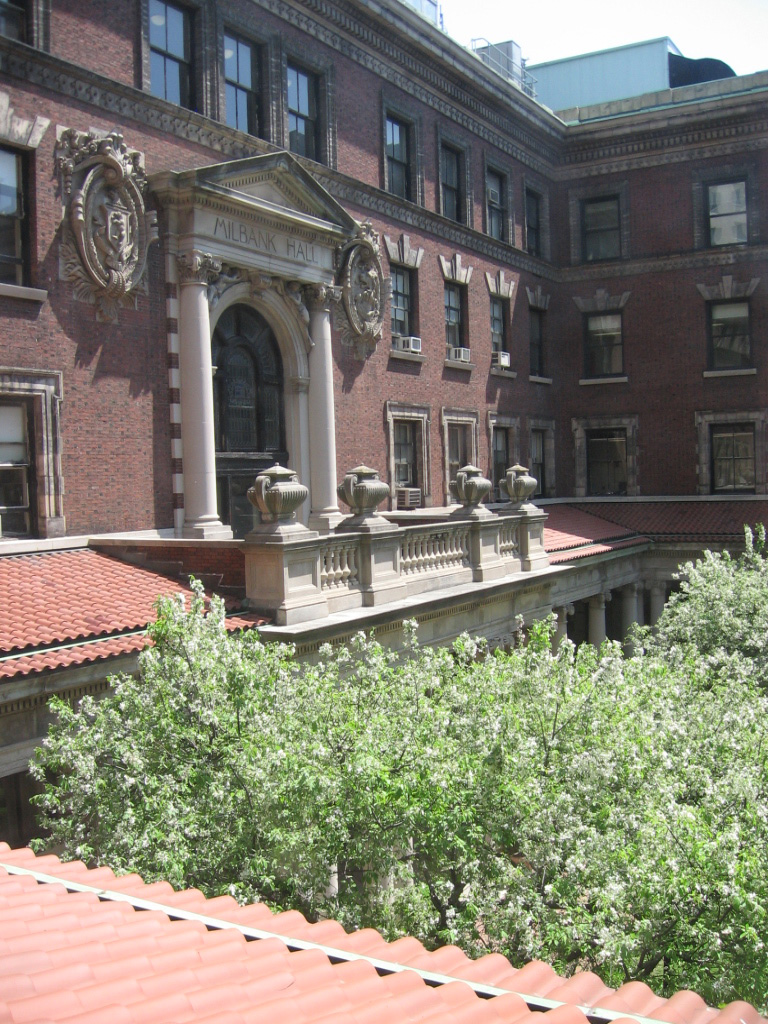
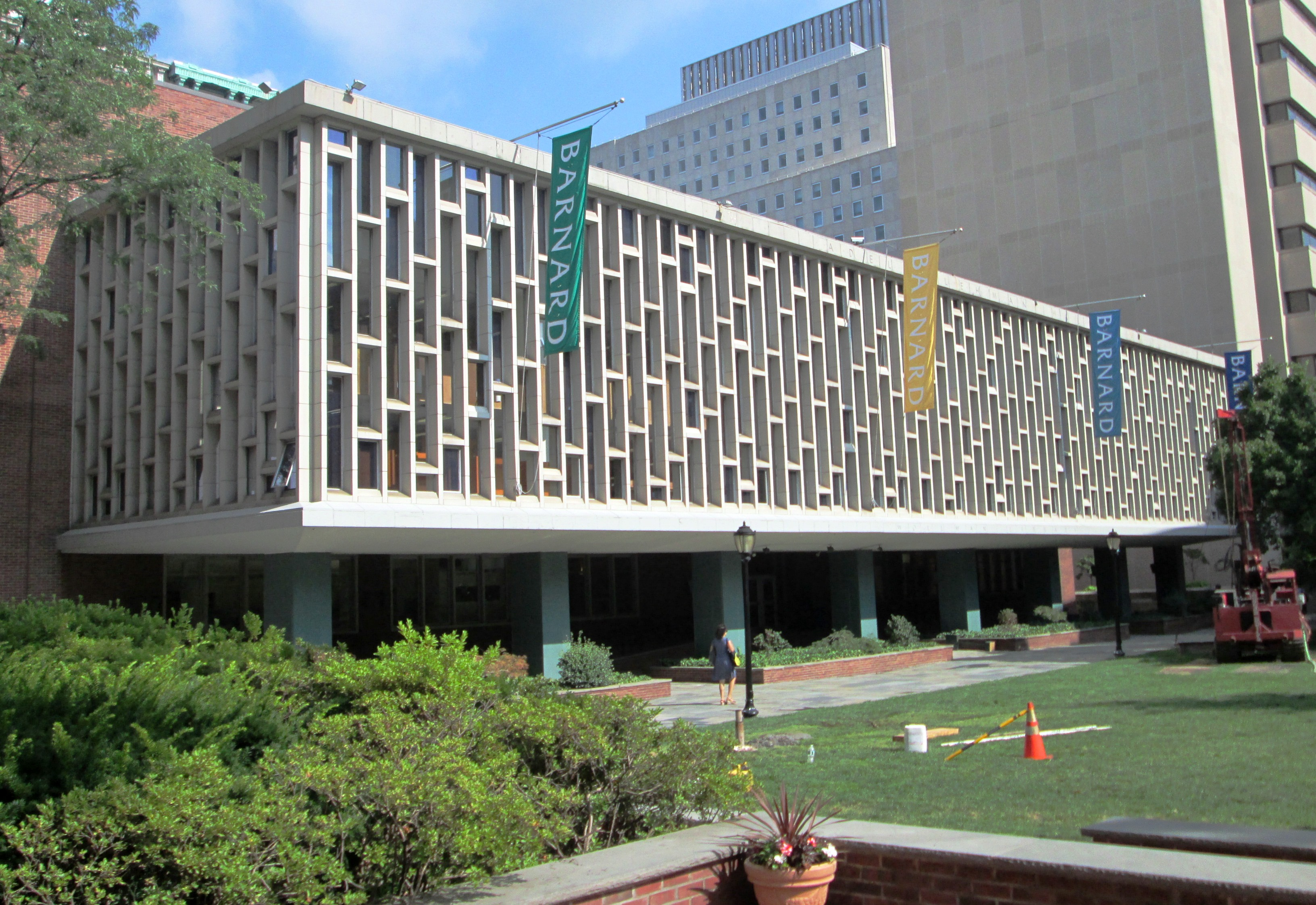
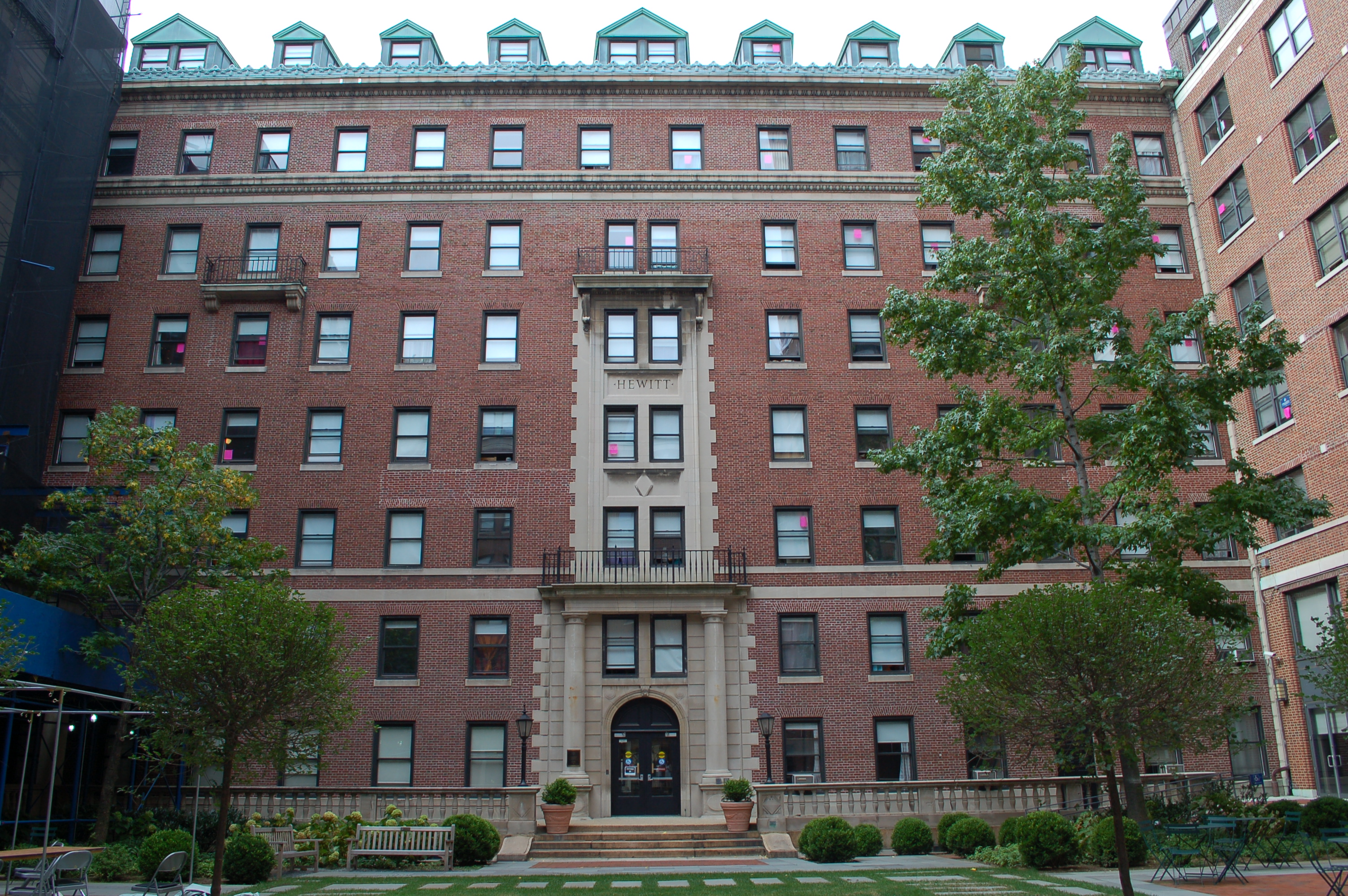
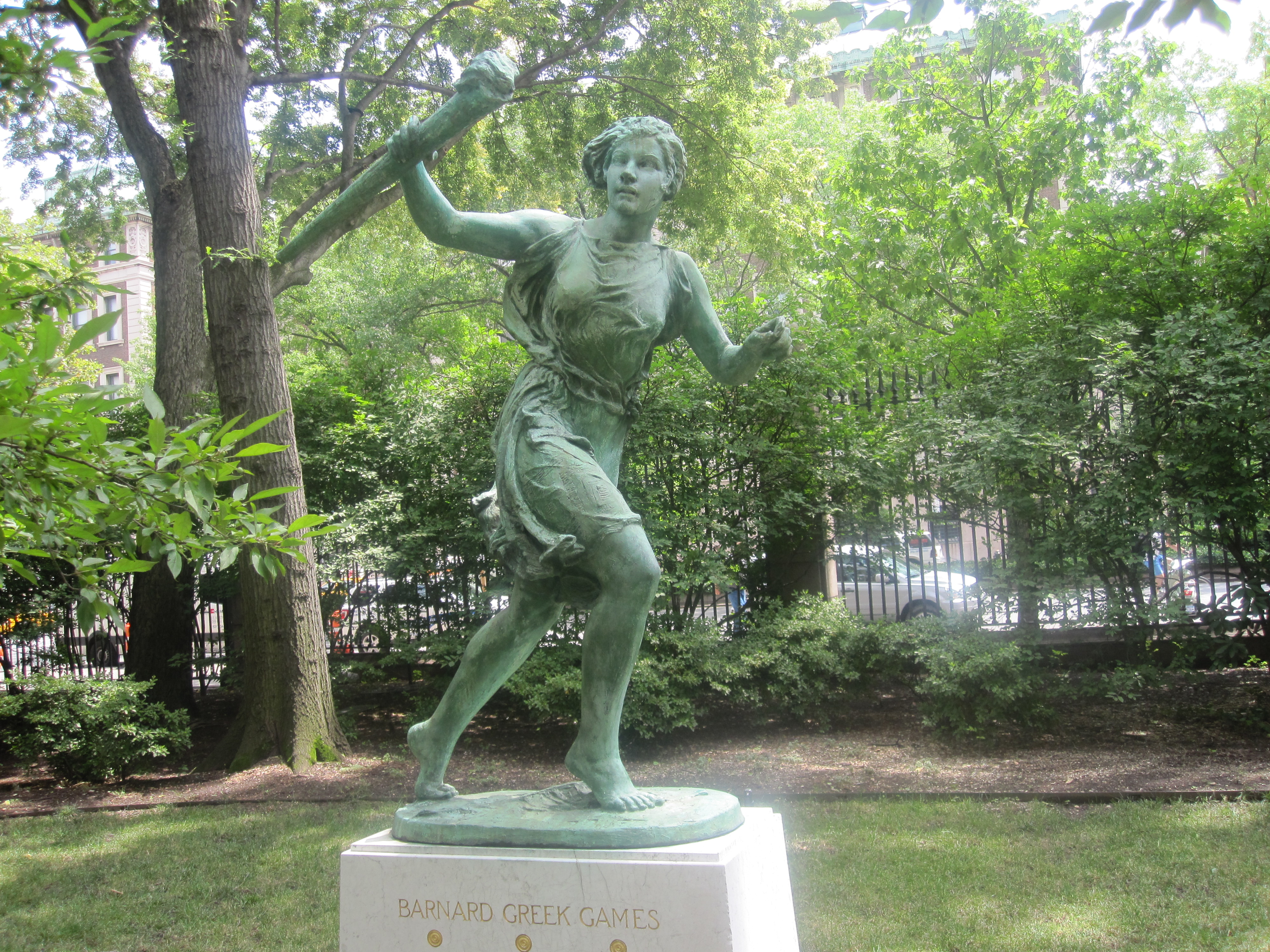
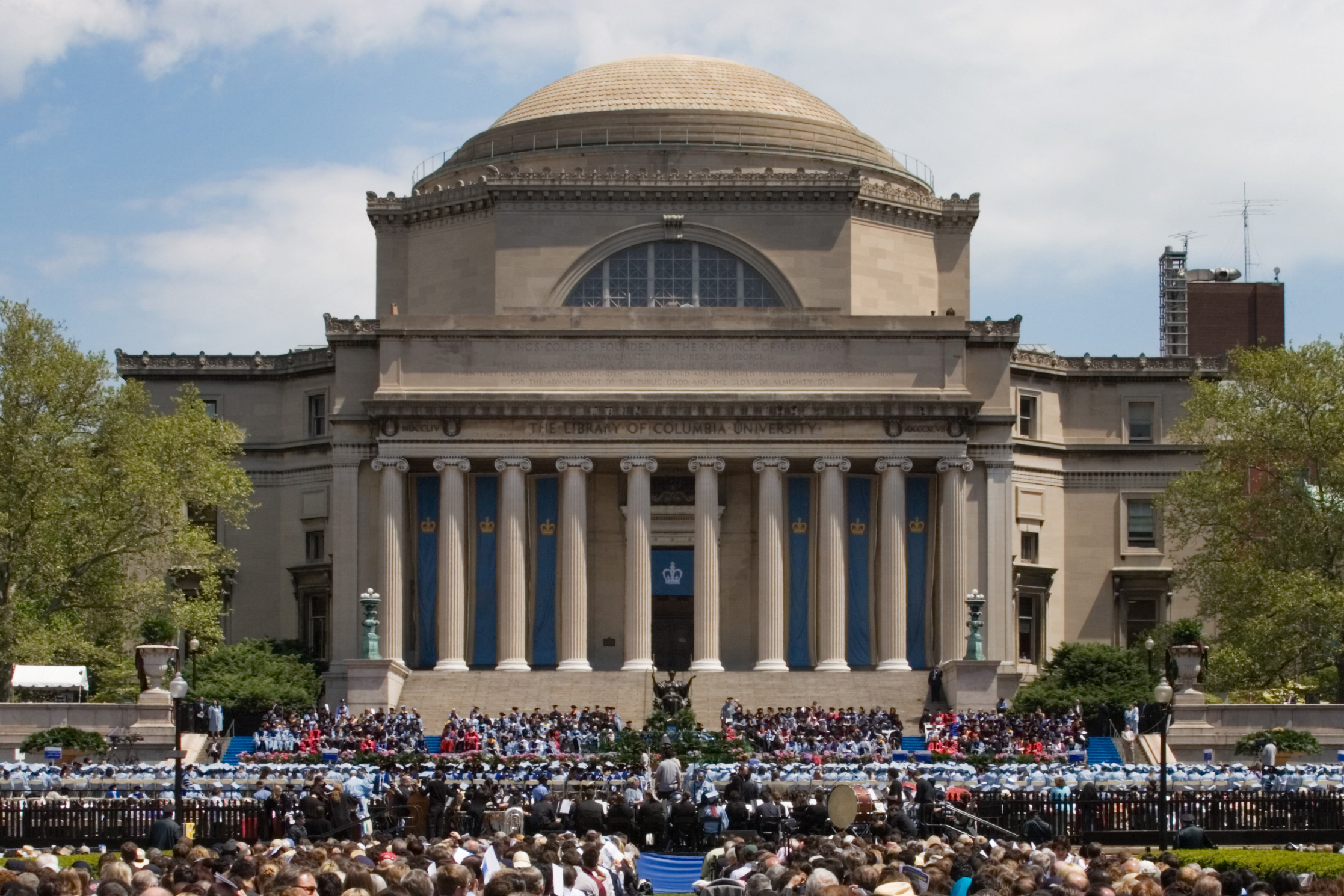
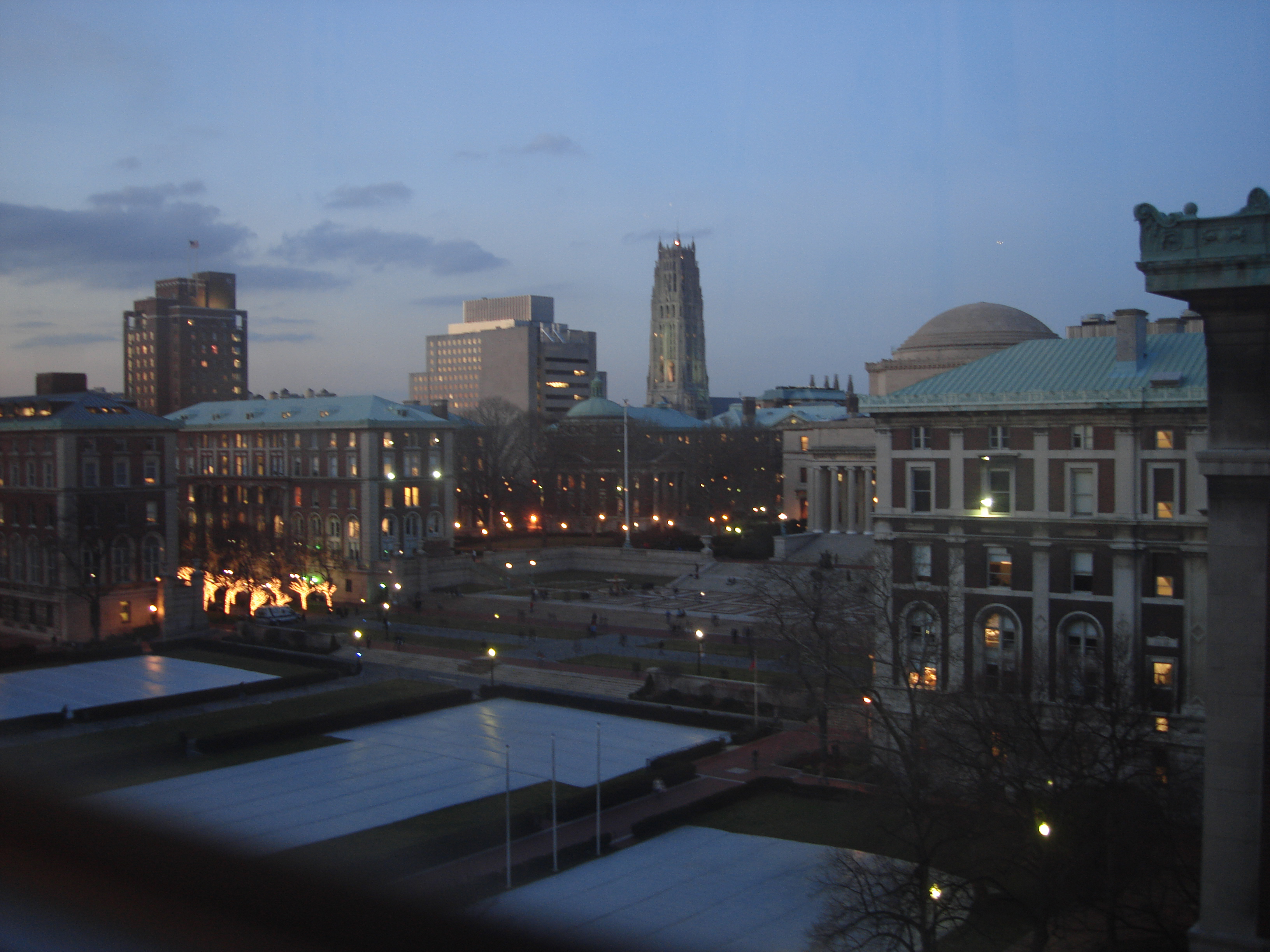

#### 혼성교육 이후
컬럼비아 대학교와 바너드 칼리지의 협력 관계는 계속 이어졌다. 2012년 기준으로 바너드 칼리지는 매년 컬럼비아 대학교에 상호 관계의 명목으로 5백만 달러를 내며, 두 학교는 매 15년마다 이를 협상한다. 바너드 칼리지는 컬럼비아 대학교와 협력 관계를 맺고 있긴 하나 법적으로 분리돼 있고 교수진과 이사회도 나누어져 있으며 자산 관리에서도 독립성을 지키고 있다. 바너드 칼리지는 입학과 재학생 및 졸업생 관리를 자체적으로 하고 있다. 하지만 바너드 칼리지의 학생들은 컬럼비아 대학교의 학업 및 사회, 체육, 교외활동 공동체에 참여하며, 협력 관계를 통해 두 학교는 학업 정보를 공유하기도 한다. 대부분의 컬럼비아 대학교 수업은 바너드 칼리지의 학생들에게 열려있고 그 반대의 경우도 같다. 또한 바너드 칼리지의 학생들은 컬럼비아 대학교의 전자우편과 전화, 통신망 서비스를 쓴다.

## 저명한 동문
가수 수잔 베가(영문학과)
문학가 퍼트리샤 하이스미스(영문학과)